# Ravage
Ravage ist eine niederländische progressive,  linkspolitische Zeitschrift mit libertären Tendenzen, die von 1988 bis im Dezember 2005 als gedruckte Ausgabe erschien und seitdem als Online-Zeitschrift erscheint. Vorgänger von Ravage waren die Zeitschriften Bluf! und Kraakkrant (sinngemäß: „Hausbesetzerzeitung“). Das 15-jährige Bestehen  wurde im April 2003 mit einem Festival „Ravage Royaal“ gefeiert.

## Geschichte
Am 28. April 1988 erschien der Vorläufer von Ravage unter dem Titel „NN“ (Abkürzung für: Nomen nescio). Das Blatt war unter anderem ein Organ für Bürgerinitiativen, antimilitaristische Gruppen, Künstlerinitiativen, Antifaschismuskomitees, Milieubewegungen und Frauengruppen. Zuerst erschien NN zweiwöchentlich, aus Kostengründen seit 2000 alle drei Wochen.
Nach über 17 Jahren und 395 Ausgaben wurde NN eingestellt und erschien am 12. Januar 1996 unter dem neuen Titel NN/Ravage. Ravage, in der Tradition von Hausbesetzerzeitschriften wie Bluf!, Kraakkrant und Laatste Waarschuwing (wörtlich: „Letzte Warnung“), sah sich in der Anfangsphase als „Totalblatt“ für autonome Gruppen.
In der Amsterdamer Ostadestraat wurde die Druckerei Raddraaier (so viel wie: „Anführer“, „Rädelsführer“, auch: „Rebell“) gegründet, in der hauptsächlich Posters, Broschüren und Zeitschriften für die Hausbesetzerbewegung gedruckt wurden, so auch Bluf! und NN/Ravage. Voraussetzung waren die günstige Miete und Nachbarn, die sympathisierten mit den verschiedenen Zeitschriften. „Die Höhle“ (Het Hol), wie die Redaktionsräume der Zeitschriften in der Druckerei genannt wurden, war über 25 Jahre der aktive Ort für das Herausgeben von Hausbesetzerlektüre.
Im Mai 1996 wurde eine Hausdurchsuchung bei Ravage durchgeführt wegen eines vermeintlichen Bombenanschlags auf das niederländische Büro der BASF. Es wurden redaktionelle Unterlagen und die Abonnentenliste beschlagnahmt.
Als Internet-Zeitschrift veröffentlicht Ravage gesellschaftskritische Beiträge aus Politik und Kultur. Die Redaktion besteht aus drei Personen. Interessierte Leser können selbst Beiträge verfassen oder auf Artikel reagieren ohne Einmischung der Redaktion. Außer dem umfangreichen Archiv veröffentlicht Ravage auf der Website ebenfalls neue Artikel, Aktionsbeiträge, Kommentare der jeweiligen neuen Ausgaben. Die letzte aktualisierte Webzine erschien im Juni 2013.

## Artikel in NN/Ravage (Auswahl)
Es erschienen Artikel in niederländischer Sprache mit den unterschiedlichsten Themen: Anarcha Feminisme (Nr. 13, 1988), Es geht voran! (NN-Spezial über Aktionen in Berlin) (Nr. 14, 1988), über Antimilitarismus (Nr. 16 1988), Faschismus in der DDR (Nr. 48, 1990), Neues von der Hausbesetzerbewegung (Nr. 55, 1990), Internationale Frauenwoche (Nr. 61, 1990), Antirassismus-Demonstrationen in Deutschland, Italien und Frankreich (Nr. 103, 1992), Hat die anarchistische Presse noch eine Zukunft? (Nr. 129, 1993), über Neonazis (Nr. 153, 1994),  Interview mit Marcos von der Zapatista-Armee (Nr. 168, 1994), Ravage extra editie: über die Hausdurchsuchung im Mai 1996 (Mai 1996), Gespräch mit Paul Watson von Green Peace (Nr. 9, 2000), Die 1960er Jahre: Nozems, Provos und Piraten (Nr. 2, 2002), Zensur in Niederland (Nr. 6, 2010), über WikiLeaks (Nr. 30, 2010), über Bob Dylan (Nr. 23, 2011), über das niederländische Königshaus Oranje Nassau (Juli 2012).